# Mimas (Gattung)

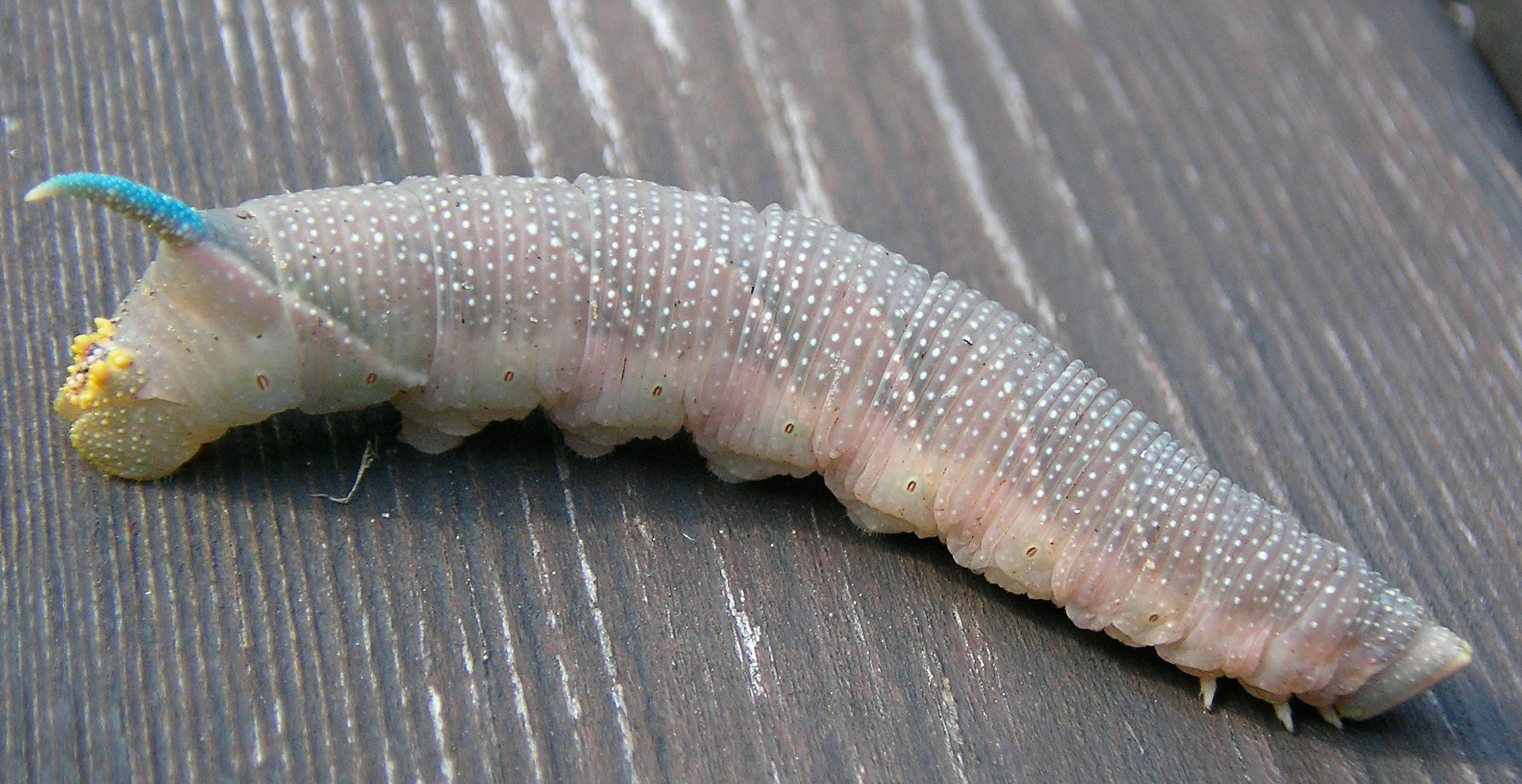
Verpuppungsbereite Raupe des Lindenschwärmers

Mimas ist eine Gattung innerhalb der Schmetterlingsfamilie der Schwärmer (Sphingidae). Die Gattung hat ihre Verbreitung in der Paläarktis.

## Merkmale
Die Falter sind denen der Gattung Marumba sehr ähnlich, haben aber einen gewellten statt gezähnten Vorderflügelaußenrand. Der Saugrüssel ist sehr kurz und zurückgebildet. Die Labialpalpen sind groß beschuppt und behaart. Die Verbindung zwischen dem ersten und zweiten Segment ist durch die Beschuppung verdeckt und von außen nicht sichtbar. Die Labialpalpen sind bei den Männchen deutlich größer als bei den Weibchen. Die Fühler sind bei den Männchen im Querschnitt dreieckig, bei den Weibchen rund. Seitlich besitzen die der Männchen am Rand fein behaarte Rillen, bei denen die obere Kante länger behaart ist. Die Weibchen besitzen keine Rillen und verlängerte Behaarung. Bei beiden Geschlechtern ist das letzte Segment der Fühler kurz. Der Hinterleib besitzt nur seitlich, spärlich angeordnete Sporne. Diese sind weich und teilweise zu Schuppen modifiziert. Die Bauchseite ist mit langen Schuppen besetzt. Die Tibien der Hinterbeine besitzen zwei Paar Sporne.
Die Eier sind kugelig und blassgrün, verfärben sich aber nach einigen Tagen leicht bräunlich.
Die Raupen sind denen der Gattung Marumba sehr ähnlich, haben aber ausgewachsen einen nach vorne hin im Durchmesser deutlich verjüngten Körper. Die Analplatte trägt eine gelbe, warzenähnliche Struktur. Das Analhorn ist leicht gekrümmt, nach oben gerichtet und körnig strukturiert.
Die Puppen sehen denen der Gattungen Marumba und Smerinthus ähnlich. Sie sind etwas langgestreckt, die Oberfläche ist rau. Der Kremaster ist dorsal gekrümmt, hat eine verlängerte Spitze mit einem Paar Dornen und weiteren seitlichen Dornen.

## Lebensweise
Die Raupen ernähren sich hauptsächlich von Bäumen aus den Familien der Lindengewächse (Tilioideae), Buchengewächse (Fagaceae), Birkengewächse (Betulaceae), Ulmengewächse (Ulmaceae) und Rosengewächse (Rosaceae).

## Systematik
In Europa wird die Gattung Mimas nur durch den Lindenschwärmer vertreten, weltweit sind zwei Arten der Gattung bekannt:
- Lindenschwärmer (Mimas tiliae) (Linnaeus, 1758)
- Mimas christophi (Staudinger, 1887)

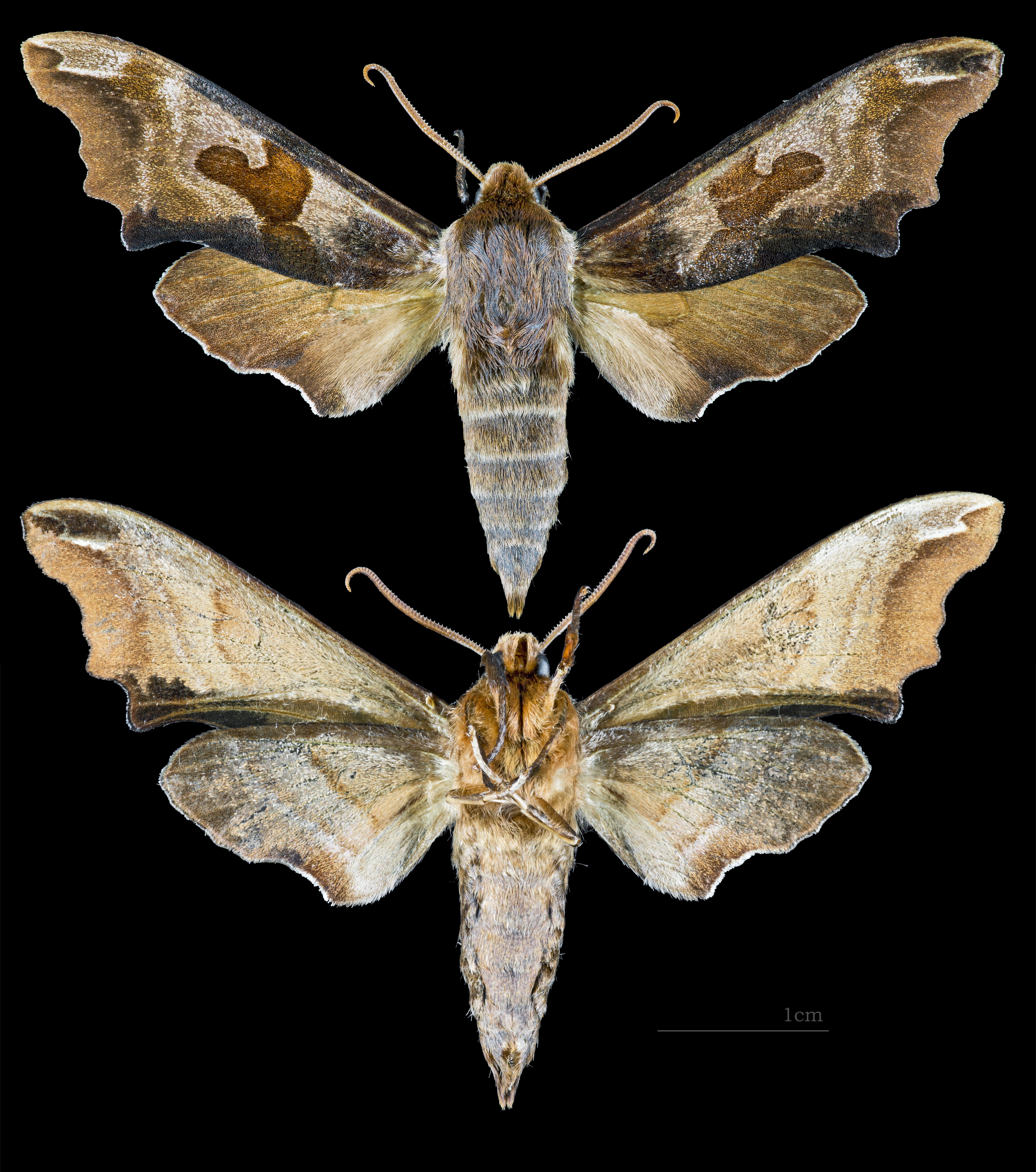
Mimas christophi
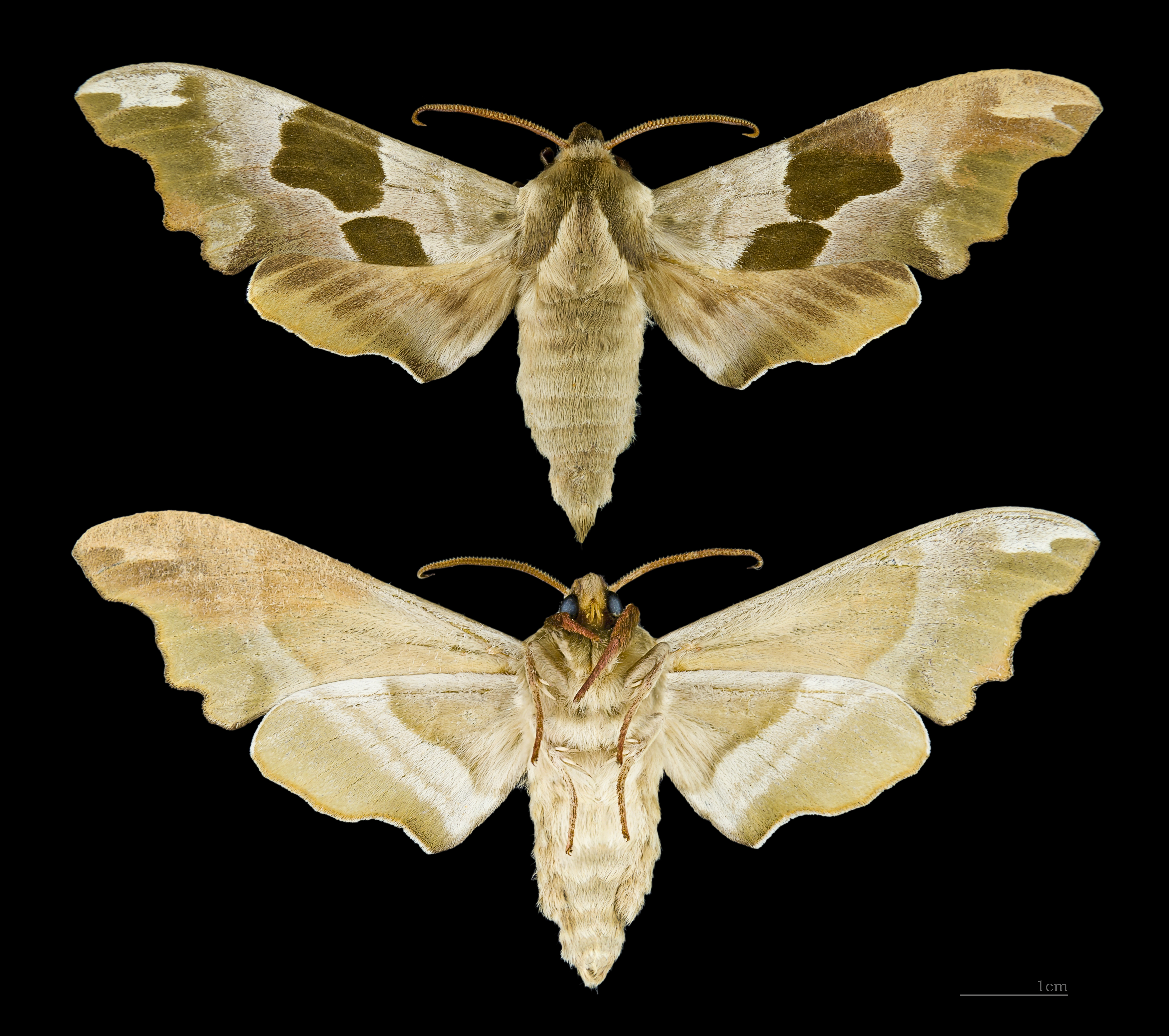
Mimas tiliae